# Periperidium acicola
Periperidium acicola är en svampart som beskrevs av Darker 1963. Periperidium acicola ingår i släktet Periperidium och familjen Helotiaceae.   Inga underarter finns listade i Catalogue of Life.